# Frithjof Ulleberg
Frithjof Ulleberg, né le 10 septembre 1911 à Christiania, aujourd'hui Oslo et mort le 31 janvier 1993, est un joueur international de football norvégien, qui évoluait au poste d'inter droit.

## Biographie

### Club
On sait peu de choses sur sa carrière de club sauf qu'il évolue dans le club norvégien du FC Lyn Oslo, une des nombreuses équipes de la capitale.

### International
Il est international et participe avec l'équipe de Norvège à la coupe du monde 1938 en France.